# مردی از هنگ کنگ
مردی از هنگ کنگ (به چینی: 直搗黃龍) یک فیلم اکشن، ماجراجویانه و جنایی محصول سال ۱۹۷۵ به نویسندگی و کارگردانی برایان ترنچارد-اسمیت در اولین کارگردانی خود و با بازی جیمی وانگ یو، جرج لازنبی، هیو کیز-برن و راجر وورد است. اولین فیلمی است که به عنوان یک محصول مشترک بین‌المللی بین استرالیا و هنگ کنگ ساخته شده است، این فیلم به عنوان طنزی از مجموعه فیلم‌های جیمز باند و هری کثیف محسوب می‌شود. خلاصه داستان آن بازرس فانگ سینگ لنگ (وانگ یو) از شعبه ویژه پلیس هنگ کنگ است که برای استرداد به سیدنی سفر می‌کند، اما خود را درگیر نبرد با جک ویلتون (لازنبی)، قدرتمندترین جنایتکار شهر می‌بیند.
درابتدا قرار بود بروس لی در این فیلم بازی کند، و بعد از مرگ او جیمی وانگ یو بازی در این فیلم را برعهده گرفت.
اگرچه این فیلم در طیف وسیعی از بازارها اکران شد و سودآور شد، مردی از هنگ کنگ، فیلم پرفروش ترنچارد اسمیت نبود و تهیه‌کنندگان فیلم امیدوار بودند که در زمان اکران اولیه آن باشد. در استرالیا، عملکرد باکس آفیس آن به دلیل رتبه بندی R محدود بود. این فیلم که بعداً توسط آرشیو ملی فیلم استرالیا بازسازی شد، از آن زمان به‌عنوان یکی از فیلم‌های کلیدی چرخه اوزپلویتاسیون و کارنامه ترنچارد اسمیت، طرفدارانی را به خود جلب کرد، و به‌طور برجسته در مستند نه چندان هالیوود: داستان ناگفته اوزپلیتیشن به نمایش درآمد.

## انتشار فیلم
ترنچارد اسمیت در نمایش یک چاپ بازسازی شده در سیدنی گفت که این فیلم آنطور که انتظار می‌رفت به دلیل رتبه R فقط برای بزرگسالان عمل نکرد. با این حال حقوق ایالات متحده به مبلغ 200.000 دلار فروخته شد و در جشنواره کن این فیلم در سرتاسر جهان به قیمت حداقل 500.000 دلار فروخته شد و حتی قبل از اکران آن را به سود رساند. فاکس قرن بیستم این فیلم را در ایالات متحده توزیع کرد.

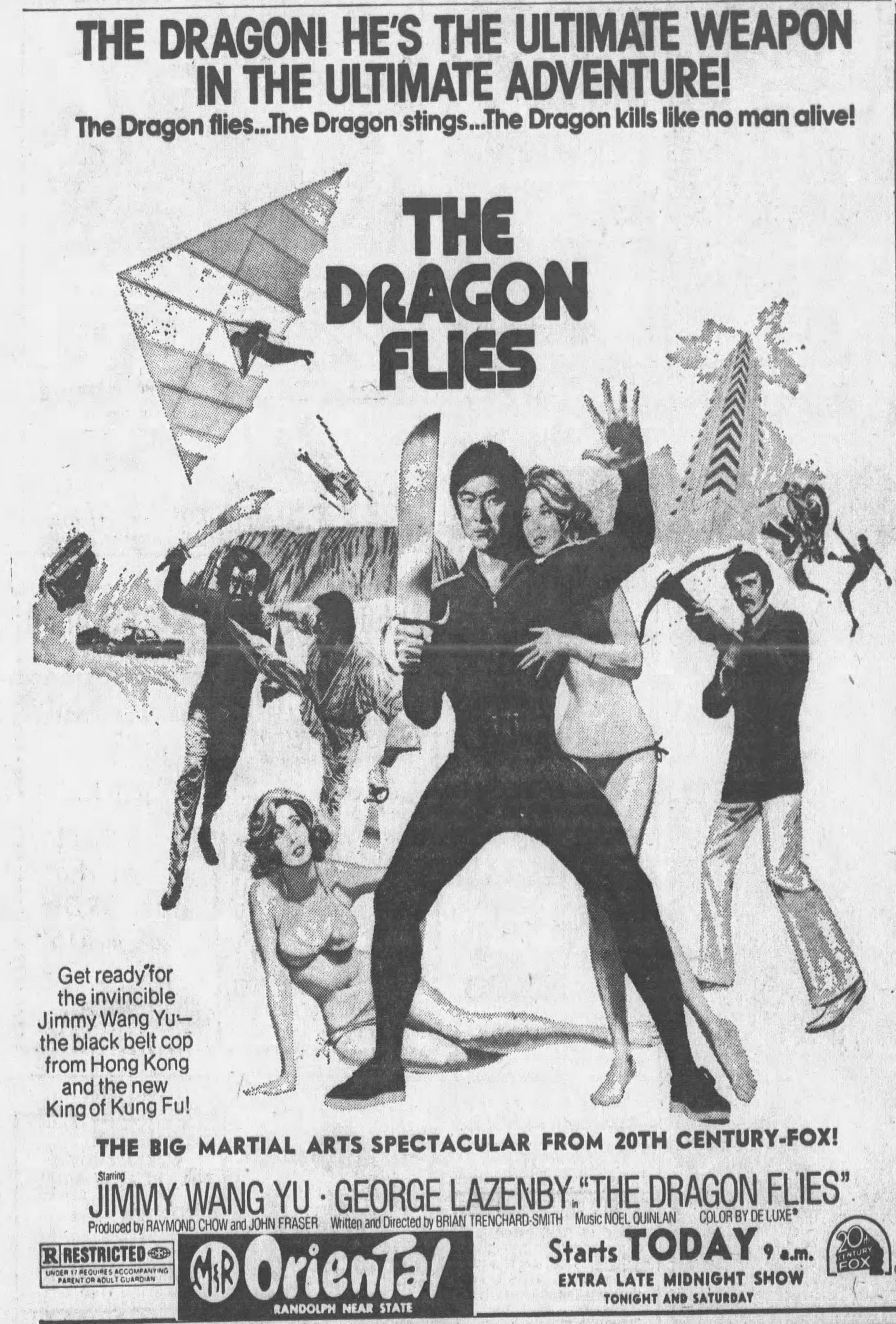
آگهی‌ فیلم در ایالات متحده سال ۱۹۷۵

این فیلم با نام The Dragon Flies در آمریکا اکران شد.

## بازخوردها
در وب‌سایت جمع‌آوری نقد راتن تومیتوز، این فیلم بر اساس رای ۷ نقد دارای امتیاز ۱۰۰٪ و میانگین امتیاز ۷٫۵ از ۱۰ است.